# Fethiye
Fethiye (tidigare även Makri) är en stad på Turkiets södra medelhavskust, i provinsen Muğla, på gränsen mellan de båda antika landskapen Karien och Lykien. Den är administrativ huvudort för ett distrikt med samma namn och folkmängden uppgår till cirka 80 000 invånare. Under antiken kallades staden Telmessos. Det finns flera antika lämningar i staden, bland annat klippgravar, lykiska sarkofager, en borg och en romersk teater.